# Sainte-Agnès (Jura)
Sainte-Agnès ist eine ehemalige französische Gemeinde mit 364 Einwohnern (Stand 1. Januar 2022) im Département Jura in der Region Bourgogne-Franche-Comté. Sie gehörte zum Arrondissement Lons-le-Saunier.
Der Erlass des Präfekten vom 4. Dezember 2024 legte mit Wirkung zum 1. Januar 2025 die Eingliederung von Sainte-Agnès als Commune déléguée zusammen mit der früheren Gemeinde Val-Sonnette zur neuen, gleichnamigen Commune nouvelle Val-Sonnette fest.

## Geografie

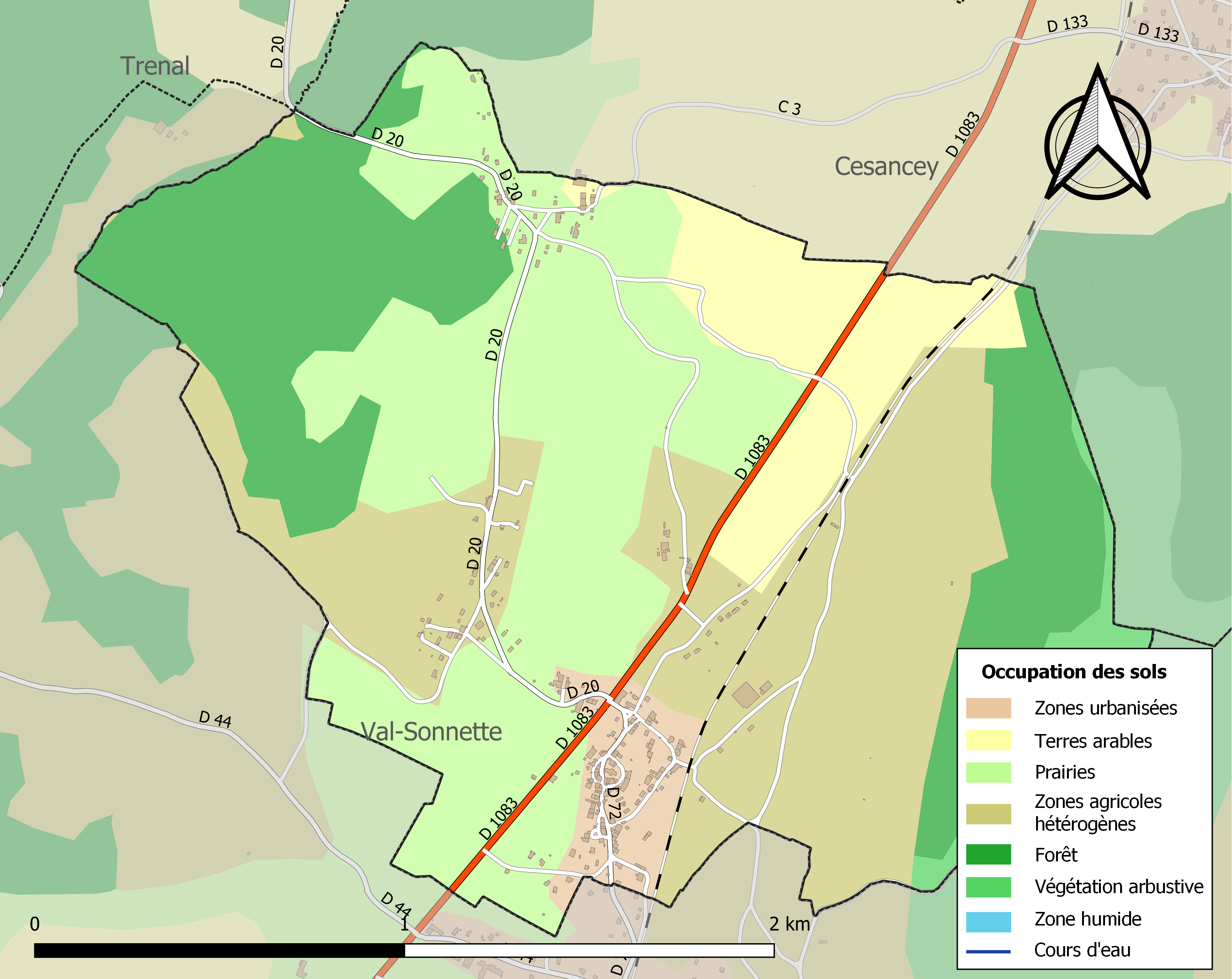
Bodennutzung und Infrastruktur von Sainte-Agnès (2018)

Sainte-Agnès liegt etwa neun Kilometer südwestlich von Lons-le-Saunier und etwa 49 Kilometer nordnordöstlich von Bourg-en-Bresse in der historischen Provinz der Franche-Comté.
Das Ortsgebiet befindet sich im Einzugsgebiet der Rhone und wird vom Ruisseau des Zenans, von der Rivière d’Ésenand und vom Ruisseau de Pré Haut entwässert. Das Zentrum liegt auf etwa 230 m Höhe. Das Bodenrelief fällt vom Jurakamm im Osten auf Bett des Ruisseau des Zenans ab. Der höchste Punkt von Vercia wird im Südosten des Ortsgebiets auf 342 m Höhe gemessen, die tiefste Stelle mit 201 m im Nordwesten beim Austritt des Ruisseau des Zenans aus dem Ortsgebiet.
Rund 70 % der Fläche von Sainte-Agnès werden landwirtschaftlich genutzt, rund 22 % sind bewaldet, insbesondere im Westen und im Osten des Ortsgebiets, 4 % entfallen auf bebaute Flächen, rund 3 % entfallen auf Gebiete mit Strauch- und/oder Kräutervegetation (Stand: 2018).
Umgeben wird Sainte-Agnès von den beiden Nachbargemeinden und der Commune déléguée von Val-Sonnette:
| Trenal (Berührungspunkt) |                                             | Cesancey |
|                          | Kompassrose, die auf Nachbargemeinden zeigt |          |
|                          | Vincelles (Commune déléguée)                |          |

## Bevölkerungsentwicklung

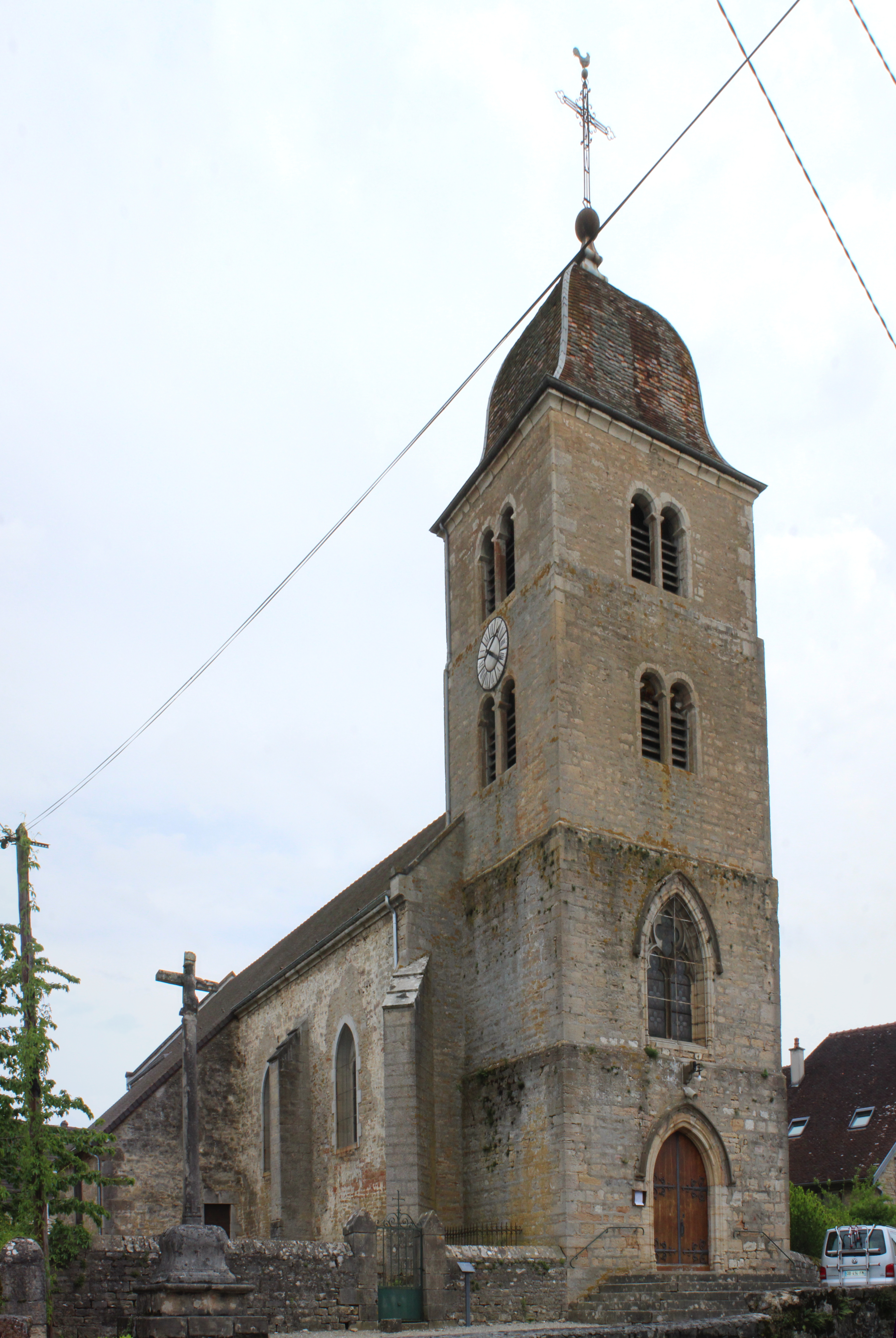
Kirche Sainte-Agnès

| Sainte-Agnès: Einwohnerzahlen von 1793 bis 2020                                                                            | Sainte-Agnès: Einwohnerzahlen von 1793 bis 2020 | Sainte-Agnès: Einwohnerzahlen von 1793 bis 2020 | Sainte-Agnès: Einwohnerzahlen von 1793 bis 2020 | Sainte-Agnès: Einwohnerzahlen von 1793 bis 2020 |
| --- | ----------------------------------------------- | ----------------------------------------------- | ----------------------------------------------- | ----------------------------------------------- |
| Jahr |                                                 |                                                 |                                                 | Einwohner                                       |
| 1793 | 1793                                            |                                                 | 385                                             | 385                                             |
| 1800 | 1800                                            |                                                 | 401                                             | 401                                             |
| 1806 | 1806                                            |                                                 | 407                                             | 407                                             |
| 1821 | 1821                                            |                                                 | 415                                             | 415                                             |
| 1831 | 1831                                            |                                                 | 373                                             | 373                                             |
| 1836 | 1836                                            |                                                 | 390                                             | 390                                             |
| 1841 | 1841                                            |                                                 | 385                                             | 385                                             |
| 1846 | 1846                                            |                                                 | 397                                             | 397                                             |
| 1851 | 1851                                            |                                                 | 397                                             | 397                                             |
| 1856 | 1856                                            |                                                 | 372                                             | 372                                             |
| 1861 | 1861                                            |                                                 | 362                                             | 362                                             |
| 1866 | 1866                                            |                                                 | 406                                             | 406                                             |
| 1872 | 1872                                            |                                                 | 409                                             | 409                                             |
| 1876 | 1876                                            |                                                 | 416                                             | 416                                             |
| 1881 | 1881                                            |                                                 | 417                                             | 417                                             |
| 1886 | 1886                                            |                                                 | 443                                             | 443                                             |
| 1891 | 1891                                            |                                                 | 402                                             | 402                                             |
| 1896 | 1896                                            |                                                 | 409                                             | 409                                             |
| 1901 | 1901                                            |                                                 | 396                                             | 396                                             |
| 1906 | 1906                                            |                                                 | 411                                             | 411                                             |
| 1911 | 1911                                            |                                                 | 339                                             | 339                                             |
| 1921 | 1921                                            |                                                 | 301                                             | 301                                             |
| 1926 | 1926                                            |                                                 | 291                                             | 291                                             |
| 1931 | 1931                                            |                                                 | 296                                             | 296                                             |
| 1936 | 1936                                            |                                                 | 325                                             | 325                                             |
| 1946 | 1946                                            |                                                 | 297                                             | 297                                             |
| 1954 | 1954                                            |                                                 | 271                                             | 271                                             |
| 1962 | 1962                                            |                                                 | 250                                             | 250                                             |
| 1968 | 1968                                            |                                                 | 224                                             | 224                                             |
| 1975 | 1975                                            |                                                 | 209                                             | 209                                             |
| 1982 | 1982                                            |                                                 | 240                                             | 240                                             |
| 1990 | 1990                                            |                                                 | 301                                             | 301                                             |
| 1999 | 1999                                            |                                                 | 287                                             | 287                                             |
| 2006 | 2006                                            |                                                 | 296                                             | 296                                             |
| 2013 | 2013                                            |                                                 | 351                                             | 351                                             |
| 2020 | 2020                                            |                                                 | 355                                             | 355                                             |
| Quelle(n): EHESS/Cassini bis 1999, INSEE ab 2006 Anmerkung(en): Ab 1962 offizielle Zahlen ohne Einwohner mit Zweitwohnsitz |                                                 |                                                 |                                                 |                                                 |

## Sehenswürdigkeiten
- Kirche Sainte-Agnès

## Wirtschaft
Rebflächen in Sainte-Agnès sind Teil des Weinbaugebietes Côtes du Jura.